# Heilig Bloed (Brugge)
Het Heilig of Kostbaar Bloed van Brugge is een relikwie van het Heilig Bloed van Jezus Christus, dat bewaard wordt in de Basiliek van het Heilig Bloed in de Belgische stad Brugge. Het is een van de populairste relieken van België; dagelijks wordt ze vereerd tijdens de openingsuren van de basiliek en jaarlijks door tienduizenden tijdens de Heilig Bloedprocessie, die door de stad trekt op Onze-Lieve-Heer-Hemelvaart.

## Vroegste geschiedenis
Volgens een oude overlevering bracht Diederik van de Elzas, graaf van Vlaanderen, na de tweede kruistocht de relikwie van het Heilig Bloed mee uit het Heilige Land (1150).
Wegens zijn uitnemende heldhaftigheid tijdens de kruistocht zou Diederik de relikwie gekregen hebben, met toestemming van de patriarch van Jeruzalem, uit de handen van zijn schoonbroer Boudewijn III van Anjou, koning van Jeruzalem. Deze relikwie maakte deel uit van een hele reeks relieken die verbonden waren met het Lijden van Christus. Dit verhaal is sinds vele eeuwen zodanig ingeburgerd dat het niet meer weg te denken is.
Nochtans heeft de benedictijn Nicolas Huyghebaert in 1964 een kritische studie gepubliceerd waaruit moet blijken dat de relikwie pas meer dan een halve eeuw later naar Brugge kwam. Na de Vierde Kruistocht (1203-1204) onder leiding van Boudewijn IX, graaf van Vlaanderen, is de relikwie uit het geplunderde Constantinopel in Brugge terechtgekomen.
De thesis van Huyghebaert werd algemeen bijgetreden en had zelfs invloed op de inhoud van de jaarlijkse Heilig Bloedprocessie. Wel werd door de mediëvist Rinaldo Neels in 2013 een studie gepubliceerd waarin hij deze thesis aanvecht, minstens relativeert. Hij wijst er voornamelijk op dat de argumenten van Huyghebaert vooral gebaseerd zijn op het ontbreken van bronnen (de argumenten van stilzwijgen), maar dat deze wel voortvarend is geweest in het trekken van conclusies. Neels houdt het bij de mogelijkheid dat niets de aankomst van de relikwie in 1149 tegenspreekt en deze mogelijkheid derhalve reëel blijft.

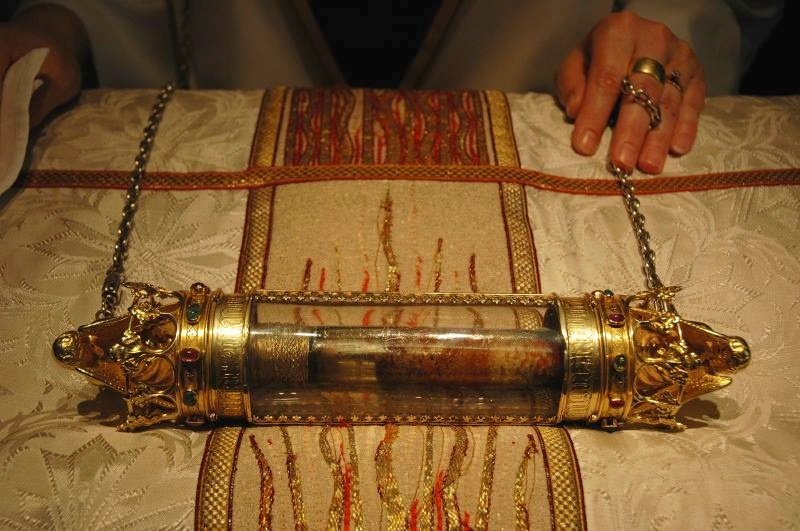
De relikwie van het Heilig Bloed van Brugge

## Oudste documenten over de relikwie
De oudste betrouwbare vermeldingen over de relikwie dateren uit 1255 en 1265, zoals ze voorkomen in een geloofwaardig document gedateerd 1270. Dit document met de erin bewaarde gegevens is tot ons gekomen omdat het zich in 1280 nog niet in het archief van de stad Brugge bevond, dat toen volledig opbrandde. Het is dus niet uitgesloten dat ook nog andere sporen betreffende de relikwie in rook zijn opgegaan.
Een ander document dateert uit 1297 en is een oorkonde waarbij de Franse Koning Filips IV aan de Bruggelingen de verzekering gaf dat hij de relikwie, die sinds onheuglijke tijden in de Sint-Baseliskapel werd bewaard en vereerd, nooit zou weghalen.

## Oudste documenten over de processie
Het oudste authentieke document dat de processie of ommegang vermeldt dateert uit 1304. Het gaat om de Brugse stadsrekening die een uitgave vermeldde omdat men dat jaar Ons Heeren Bloet omme droech.
Daarop volgde dan op 1 juni 1310, op verzoek van de stad Brugge, de bul die in Avignon werd uitgevaardigd door paus Clemens V, waarbij hij de relikwie en de verering ervan erkende en aan de bedevaarders aflaten toezegde.
Men heeft lang aangenomen dat er nog een vroeger document bestond, namelijk de keure van de 'pijndersgilde' uit 1291. Er is echter veel kans dat de bewaarde 15de-eeuwse kopie van deze keure in de loop van de tijd werd bijgewerkt en voor de datum van 1291 niet helemaal betrouwbaar meer is.

## Verering
Sindsdien is de verering van het Heilig Bloed gedurende meer dan zeven eeuwen onafgebroken doorgegaan en groeide de Heilig Bloedkapel uit tot een van de voornaamste bedevaartsoorden in de Lage Landen.

## De relikwie verborgen
De relikwie van het Heilig Bloed heeft een aantal moeilijke periodes doorgemaakt. Bij herhaling werd in oorlogstijd gezorgd voor een veilige plaats. Dit was vooral zo in twee bijzondere gevallen, toen de relikwie moest beschermd worden tegen ongewenste inmenging vanwege de overheid.

### Periode 1578-1584
In 1578 werd Brugge door een calvinistisch bestuur overgenomen, nadat de stad door een troepenmacht vanuit Gent was veroverd. Werd het eerste jaar van dit bewind nog een processie met de relikwie gehouden, werd dit nadien onmogelijk. De reliek liep groot gevaar te worden vernietigd.
De oud-burgemeester en kerkmeester van de Heilig Bloedkapel, Perez de Malvenda, in afspraak met een paar andere verantwoordelijken, nam het op zich de relikwie een veilige bewaarplaats te bezorgen. Hij deed dit eerst in zijn woning in de Nieuwstraat en vervolgens in zijn nieuwe woonst langs de Dyver, eigendom van zijn in Brussel wonende schoonbroer Joos de Damhouder. Ten slotte verborg hij de reliek in de Wollestraat, in de woning van zijn andere schoonbroer, Broucsault de Chantraines, die calvinist was en tot het stadsbestuur behoorde. Dit was ongetwijfeld een plaats waar men dit katholieke kleinood niet zou komen zoeken.

### Periode 1796-1819
Toen de Franse troepen in 1794 voor de tweede maal Brugge veroverden, was men aanvankelijk niet bevreesd voor de relikwie. De processie vond in 1795 plaats en het stadsbestuur stapte mee op. Toen echter de 'Beloken Tijd' onder het Directoire aanbrak zag de toestand er veel minder rooskleurig uit.
Eerwaarde Heer Lodewijk Vincent Donche belastte zich met het 'ontvreemden' van de relikwie en hij verborg ze in de woning van zijn familie, de vroegere 'Latijnse school' in de Schutterstraat. Toen zijn ouders overleden waren en het huis zou verkocht worden, verhuisde de reliek naar de woning van Gertrude de Pelichy in de Dweersstraat.
Na de inwerkingtreding in 1802 van het Concordaat van 1801 tussen Bonaparte en de Kerk, hernam de eredienst zijn plaats in de openbaarheid en zou de relikwie opnieuw tevoorschijn hebben kunnen komen. Er waren echter een aantal problemen gerezen: de Heilig Bloedkapel was praktisch volledig verdwenen en moest worden heropgebouwd, de Confrérie die zich zoveel eeuwen om de relikwie had bekommerd was opgedoekt, een paar Brugse kerken eisten het bezit van de relikwie op en kibbelden hierover, terwijl er ook een dispuut over het eigendomsrecht tot stand kwam tussen de stad Brugge en het bisdom Gent. Om al die redenen duurde het tot in 1819 alvorens Donche het groene licht kreeg om de relikwie uit haar schuilplaats te halen.

### De twee wereldoorlogen
Tijdens de Eerste Wereldoorlog werd als voorzorgsmaatregel de relikwie opnieuw weggestopt. Op 13 oktober 1914 werd ze verborgen bij Jean de Halleux in de Oude Burg. Toen de woning werd opgeëist door de bezetter, werd op 8 februari 1917 de relikwie overgebracht naar het bisschoppelijk paleis, waar ze bleef tot 3 november 1918.
Tijdens de Tweede Wereldoorlog werd de relikwie vanaf einde mei 1940 geborgen in het bisschoppelijk paleis. Gedurende de hele duur van de bezetting werd ze elke donderdagavond overgebracht naar de Heilig Bloedkapel en ter verering aangeboden. Op zondag 17 september 1944 namen enkele duizenden Bruggelingen deel aan een plechtige ommegang, waarbij de relikwie vanuit het bisdom naar de Burg werd teruggebracht.

## Galerij

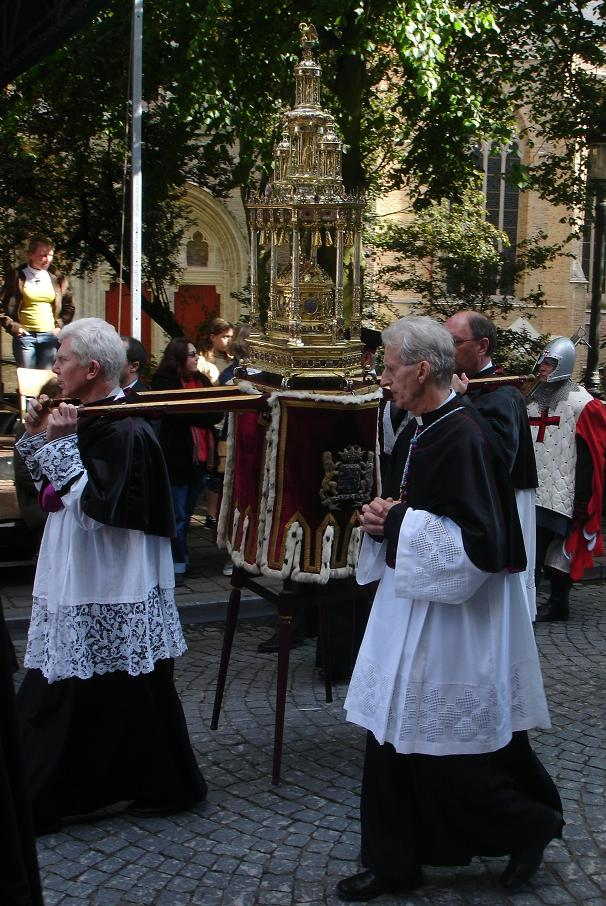
Het Schrijn gedragen door kanunniken tijdens de processie
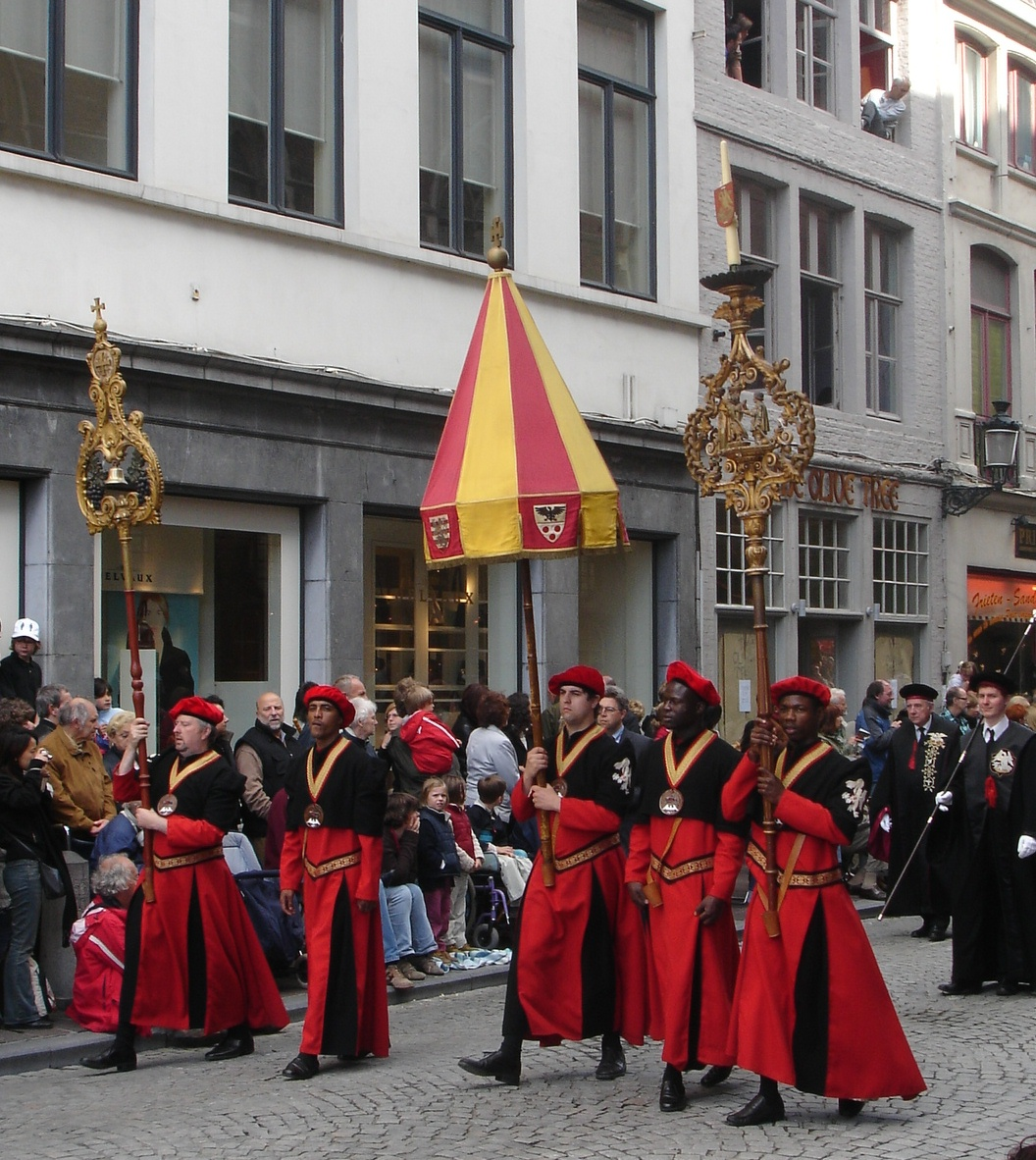
De Heilig-Bloedprocessie
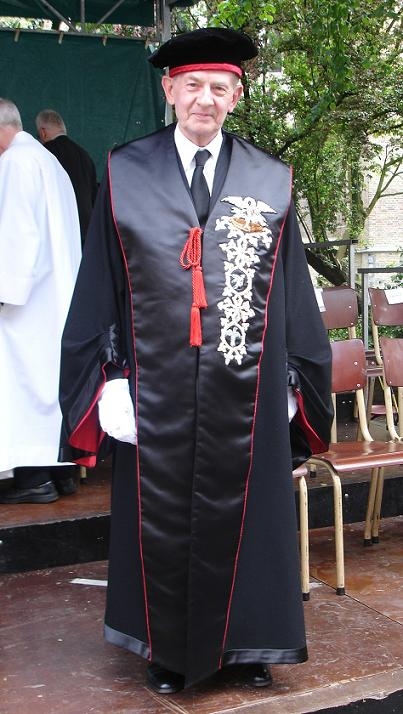
Dr. Guy van Renynghe de Voxvrie (1926-2021), lid van de Edele Confrérie van het Heilig Bloed.

## Trivia
In het Suske en Wiske-verhaal Heilig Bloed speelt de relikwie een belangrijke rol.
de basiliek · het reliek · de processie · de Edele Confrérie